# Pseudominolia biangulosa
Pseudominolia biangulosa là một loài ốc biển, là động vật thân mềm chân bụng sống ở biển thuộc họ Solariellidae.